# Jeffrey Weissman
Jeffrey Weissman (Santa Monica, 2 ottobre 1958) è un attore statunitense, noto principalmente per la sua interpretazione del personaggio di George McFly in Ritorno al futuro - Parte II e Ritorno al futuro - Parte III.

## Carriera
Jeffey Weissman, che studiò all'American Conservatory Theater, fu scelto dai produttori della serie Ritorno al futuro per interpretare il ruolo di George McFly nei due sequel, dopo che Crispin Glover decise di non reinterpretare il ruolo avuto nel primo film.
All'epoca Jeffrey lavorava agli Universal Studios di Hollywood, interpretando giornalmente Groucho Marx, Stan Laurel e Charlie Chaplin. Fece un'audizione per Ritorno al futuro per un lavoro di stand-in e controfigura di Crispin Glover. Non andò così ma, grazie alla dimostrazione delle sue capacità date, gli fu assegnata la parte nelle due pellicole successive.
È apparso in vari ruoli di supporto in alcuni film, tra cui Il cavaliere pallido e Ai confini della realtà. È apparso inoltre come ospite in telefilm come Bayside School, Dallas e Top Secret. Le sue apparizioni pubblicitarie includono uno spot per Ameritech e uno spot natalizio per la catena di grande distribuzione Publix.

## Filmografia parziale

### Cinema
- 1964 - Allarme a N.Y. arrivano i Beatles! (I Wanna Hold Your Hand), regia di Robert Zemeckis (1978)
- FM, regia di John A. Alonzo (1978) (non accreditato)
- Ai confini della realtà (Twilight Zone: The Movie), regia di Joe Dante, John Landis, George Miller e Steven Spielberg (1983)
- Crackers, regia di Louis Malle (1984)
- Pericolosamente Johnny (Johnny Dangerously), regia di Amy Heckerling (1984)
- Il cavaliere pallido (Pale Rider), regia di Clint Eastwood (1985)
- Ritorno al futuro - Parte II (Back to the Future Part II), regia di Robert Zemeckis (1989)
- Ritorno al futuro - Parte III (Back to the Future: Part III), regia di Robert Zemeckis (1990)
- Giorni di gloria... giorni d'amore (For the Boys), regia di Mark Rydell (1991)
- God@Heaven, regia di Joseph Neulight - cortometraggi (1998)
- 2001 - Un'astronave spuntata nello spazio (2001: A Space Travesty), regia di Allan A. Goldstein (2000)
- To Protect and Serve, regia di Joseph Perez (2001)
- Max Keeble alla riscossa (Max Keeble's Big Move), regia di Tim Hill (2001)
- Touched, regia di Mike Clark - cortometraggio (2003)
- Slapdash. regia di Colin Hebert (2005)
- Return to Sender, regia di Ravi Malhotra - cortometraggio (2005)
- Angels with Angles, regia di Scott Edmund Lane (2005)
- American Disciples, regia di Anthony Pierce (2011)
- Dam California, regia di Isaac Piche (2012)

### Televisione
- Dallas - serie TV, un episodio (1987)
- The Rocket Family Chronicles - serie TV, 5 episodi (2012-2013)

## Doppiatori italiani
Nelle versioni in italiano delle opere in cui ha recitato, Jeffrey Weissman è stato doppiato da:
- Marco Mete in Ritorno al futuro - Parte II
- Francesco Pannofino in Ritorno al futuro - Parte III